# Amarok (狼)
Amarok又称amaroq是因纽特神话中的巨狼，它以捕食那些在夜晚出行愚蠢家伙而闻名。与群体捕猎的狼不同，Amarok独自捕食猎物。根据丹麦地质学家Hinrich Johannes Rink在19世纪的记录，格陵兰伊努伊特人为这只传说中的狼保留了Amarok这个名称，而其它极地民族则用Amarok称呼所有的狼。

## 历史
在1875年的《爱斯基摩人的故事与传统》（Tales and Traditions of the Eskimo）一书中，作者Hinrich Johannes Rink记录下列Amarok的民间传说。

## 流行文化
2015年发行的动作角色扮演游戏《巫师3：狂猎》中提到了Amarok，它是居住在世界北部的怪物之一。